# Little League World Series 1994
Koordinaten: 41° 13′ 45″ N, 77° 0′ 2″ W
Die Little League World Series 1994 war die 48. Austragung der Little League Baseball World Series, einem internationalen Baseballturnier für Knaben zwischen 11 und 12 Jahren. Gespielt wurde in South Williamsport.

## Teilnehmer
| Vereinigte Staaten                        | International                                 |
| ----------------------------------------- | --------------------------------------------- |
| Middleborough, Massachusetts Region Ost   | Dhahran, Saudi-Arabien Region Europa          |
| Springfield, Virginia Region Süd          | Tainan, Chinesisch Taipeh Region Ferner Osten |
| Northridge, Kalifornien Region West       | Glace Bay, Nova Scotia Region Kanada          |
| Brooklyn Center, Minnesota Region Zentral | Maracaibo, Venezuela Region Lateinamerika     |

## Ergebnisse
Die Teams wurden in zwei Gruppen eingeteilt. Jeder spielte gegen Jeden in seiner Gruppe, die beiden Ersten spielten gegeneinander den Finalplatz aus.

### Vorrunde

#### Gruppe Vereinigte Staaten
| Platz | Region  | W | L | %     |
| ----- | ------- | - | - | ----- |
| 1.    | Süd     | 2 | 1 | 0.667 |
| 2.    | West    | 2 | 1 | 0.667 |
| 3.    | Ost     | 1 | 2 | 0.333 |
| 4.    | Zentral | 1 | 2 | 0.333 |

| Datum      | Begegnung | Begegnung | Begegnung | Ergebnis |
| ---------- | --------- | --------- | --------- | -------- |
| 22. August | Süd       | –         | Ost       | 2:1      |
| 22. August | Zentral   | –         | West      | 4:2      |
| 23. August | Ost       | –         | West      | 4:6      |
| 23. August | Süd       | –         | Zentral   | 4:1      |
| 24. August | Ost       | –         | Zentral   | 11:5     |
| 24. August | Süd       | –         | West      | 0:2      |

#### Gruppe International
| Platz | Region        | W | L | %     |
| ----- | ------------- | - | - | ----- |
| 1.    | Lateinamerika | 3 | 0 | 1.000 |
| 2.    | Europa        | 2 | 1 | 0.667 |
| 3.    | Ferner Osten  | 1 | 2 | 0.333 |
| 4.    | Kanada        | 0 | 3 | 0.000 |

| Datum      | Begegnung     | Begegnung | Begegnung     | Ergebnis |
| ---------- | ------------- | --------- | ------------- | -------- |
| 22. August | Ferner Osten  | –         | Kanada        | 4:1      |
| 22. August | Lateinamerika | –         | Europa        | 5:1      |
| 23. August | Kanada        | –         | Europa        | 3:6      |
| 23. August | Ferner Osten  | –         | Lateinamerika | 1:4      |
| 24. August | Europa        | –         | Ferner Osten  | 3:2      |
| 24. August | Lateinamerika | –         | Kanada        | 3:0      |

### Finalrunde
|  | US und Intern. Finale | US und Intern. Finale |               |      | Weltmeisterschaft | Weltmeisterschaft |
|  |                       |                       |               |      |                   |                   |
|  | 25. August            |                       |               |      |                   |                   |
|  | IN2 Europa            | 1                     |               |      |                   |                   |
|  | IN1 Lateinamerika     | 10                    |               |      | 27. August        | 27. August        |
|  |                       |                       | Lateinamerika | 4    |                   |                   |
|  | 25. August            | 25. August            |               | West | 3                 |                   |
|  | US2 West              | 3                     |               |      |                   |                   |
|  | US1 Süd               | 0                     |               |      |                   |                   |
|  |                       |                       |               |      |                   |                   |